# Lien Van Geertruyden
Lien Van Geertruyden (6 september 2001) is een Belgisch volleybalster.

## Levensloop
Na haar studies aan de Topsportschool Vilvoorde sloot ze aan bij Asterix Avo Beveren. Met deze club werd ze tweemaal landskampioen (2020 en 2021) en won ze eenmaal zowel de Beker van België (2021) als de (2019). Vervolgens ging ze aan de slag bij Tchalou Volley.
Daarnaast is ze actief in het beachvolleybal, waarin ze een team vormt met Océane Reul.